# Cayaponia nitida
Cayaponia nitida là một loài thực vật có hoa trong họ Cucurbitaceae. Loài này được Gomes-Klein & Pirani mô tả khoa học đầu tiên năm 2005.